# Bandino
Il Bandino, situato a Gavinana nella zona sud di Firenze, più precisamente nel Quartiere 3, era in origine un piccolo borgo medioevale composto da otto modeste casette che durante la fine del XIV secolo furono edificate intorno al grande palazzo dei Bandini, eredi dei Baroncelli (da cui prese nome il luogo), chiamato Villa del Bandino o anche Casa di Fattoria. Dal 1999 nella parte comunale del palazzo si è insediata la Biblioteca "Villa Bandini". Nel 1928 il Bandino passò al Comune di Firenze, dopo essere stato da sempre Comune di Bagno a Ripoli.

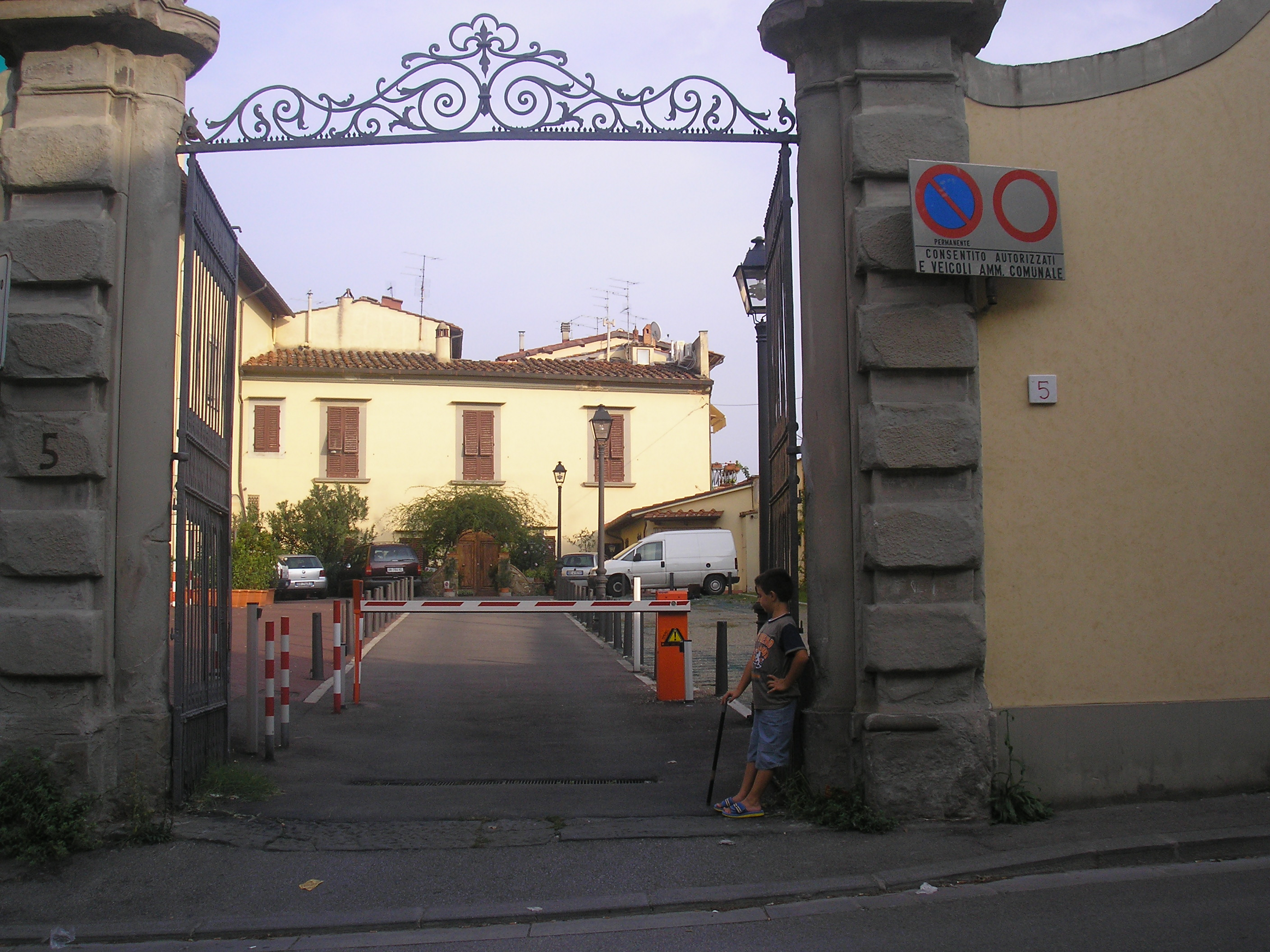
La Villa del Bandino dei giardinieri e fiorai Masini oggi

Il Bandino in una cartolina degli anni '20 del '900 che ritrae il Canto al Paradiso (angolo via di Ripoli davanti alla Villa del Bandino) ad uso di bottega, oggi pizzeria.

## Stalline
Accanto all'Albergaccio, vi è un altro particolare e antico edificio, adibito un tempo a stalla, chiamato volgarmente "le stalline". Oggi è tenuto ad abitazione e a negozio.

## Casa Fancelli
La Casa Fancelli si trova sulla sinistra della via di Ripoli, oltrepassata la Villa del Bandino. Questa grande e antica casa è una delle prime costruzioni che sorsero intorno alla suddetta villa. Questa casa viene ricordata per la nascita di Domenica Narducci, una bambina provetta che sarebbe diventata la Venerabile Suor Domenica dal Paradiso.

## Busto di Suor Domenica dal Paradiso
Si trova all'angolo della Casa Fancelli in via di Ripoli, venne applicata in ricordo dell'amata suora dall'allora proprietario della Villa del Bandino, il Marchese Vincenzo Niccolini. Il busto, che ritrae Domenica ormai anziana, è chiuso da un vetro in un ovale concavo. Sotto di esso vi è una targa con su scritto "Qui è nata il dì 8 settembre 1473 suor Domenica dal Paradiso".

## Spedaluzzo degli Incurabili
Si trova anch'esso sulla sinistra della via di Ripoli, oltrepassata la Casa Fancelli. È un edificio antico con un piccolo ma grazioso campanile a vela (oggi senza campane). Serviva per accogliere durante la Peste, la gente malata e in fin di vita. I letti in tutto erano quattro. Il tutto apparteneva a Maria Castellana.

## Canto al Paradiso
È una grande casa colonica che in passato era un ristoro per i viandanti ed i pellegrini. Fino agli anni '60 davanti ad esso c'era un grande campo coltivato a grano con alberi da frutto e pagliai che percorreva tutta via Erbosa arrivando fino a via delle Lame e ad una concimaia. Davanti al pergolato della casa c'erano le stalle con i bovini, una tinaia e un grande forno per cuocere il pane. Il nome è dovuto alle vicinanze con la via del Paradiso che portava alla villa e al monastero, appunto, del Paradiso degli Alberti.

Il Bandino in una cartolina degli anni '30 del '900 che ritrae via San Marcellino

## San Marcellino o Inferno
È un borghetto antico sopra il Bandino che prese questo nome lugubre da tante e continue disgrazie dovute alla strada stessa che era scivolosa e malridotta.

## Casale dell'Inferno
Questo vecchissimo casale-torre porta il nome del luogo, perché proprio davanti al fosso dell'abitazione, c'era questa strada dove tanta gente vi cascò e morì.

## Chiesa di San Marcellino
È una chiesa del 1300 con un'ampia abside.

## Podere Villa
Era l'antico casolare adibito al fattore che lavorava i poderi di proprietà della Villa del Bandino. Oggi completamente ristrutturato, si trova in Via San Marcellino angolo Via Caruel Teodoro.